# Pio Pia

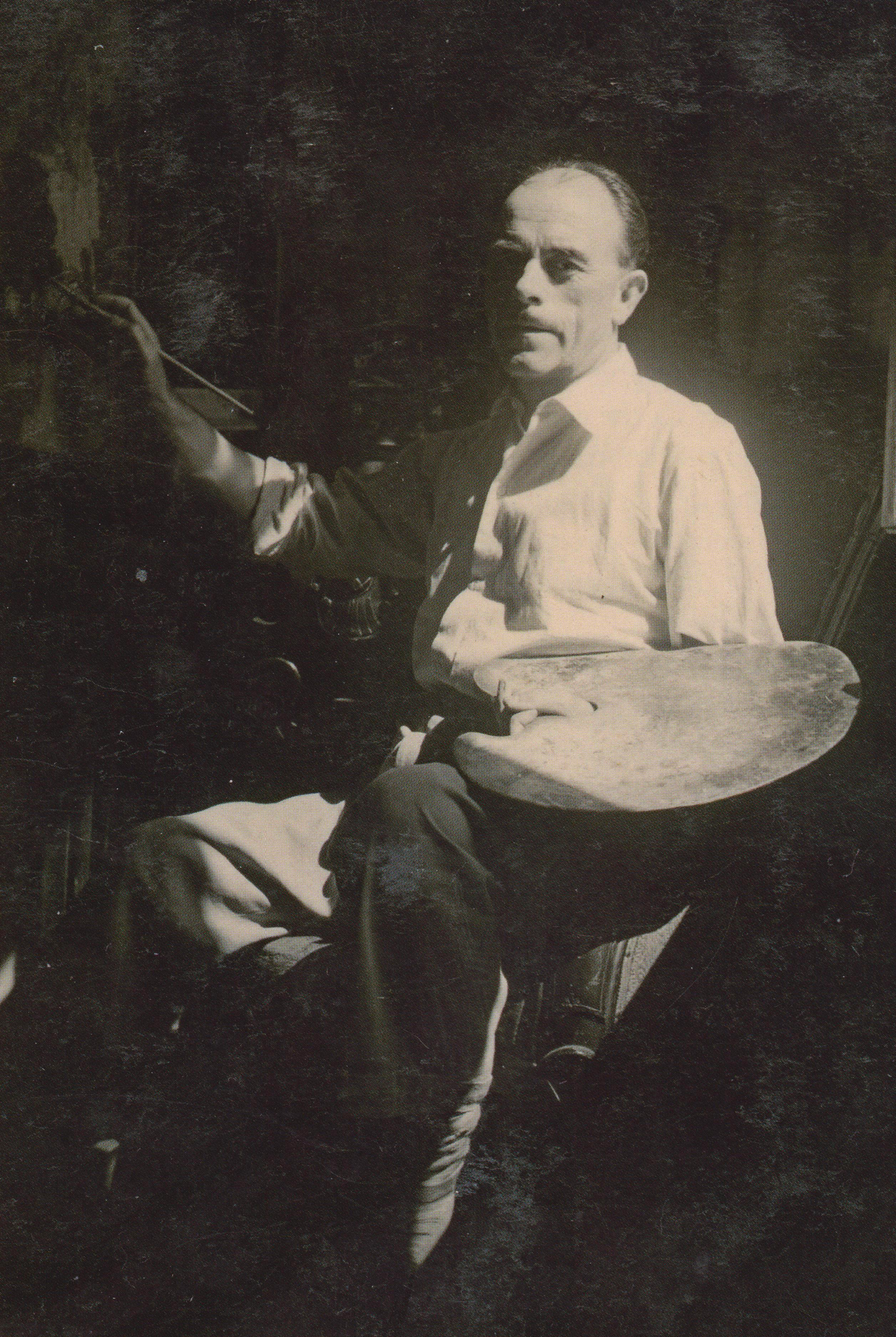
Il pittore nel suo studio, anni '50

Pio Pia (Isola d'Asti, 13 maggio 1900 – Asti, 9 maggio 1958) è stato un pittore italiano influenzato dal realismo e dalla scuola di Barbizon.

## Biografia
Pio Pia nasce alla frazione Villa di Isola d’Asti ultimo di quattro fratelli. Orfano di padre già a otto mesi di età, sarà la mamma a prendersene cura con l’aiuto della nonna Gina che ne asseconderà ed incoraggerà la vena artistica già evidente nell’infanzia. All’età di 17 anni dipinge il ritratto “granda Gina”, oggi conservato ad Asti presso la pinacoteca civica di palazzo Mazzetti, ed inizia a frequentare le lezioni di disegno e composizione pittorica all’Accademia Albertina di Torino.
Nel 1923 corona il desiderio di trasferirsi a Parigi stabilendosi a Montmartre, dove, più che interessarsi al fenomeno delle avanguardie, fu affascinato dalla scoperta di maestri della seconda metà del XIX secolo riconducibili alla nota scuola di Barbizon.
Rientrato nell’astigiano nel 1930, la sua pittura mostra ormai con evidenza la sua scelta legata al vero ed alla natura. Sposa Maria Brunetto, una giovane maestra, che darà alla luce la figlia Enedina, soprannominata Nene, che diventerà il soggetto preferito dei ritratti. Stabilitosi in Piazza Cattedrale ad Asti, darà vita, nel proprio studio, ad un vivido magistero pittorico rivolto ad allievi, artisti e cultori del disegno.

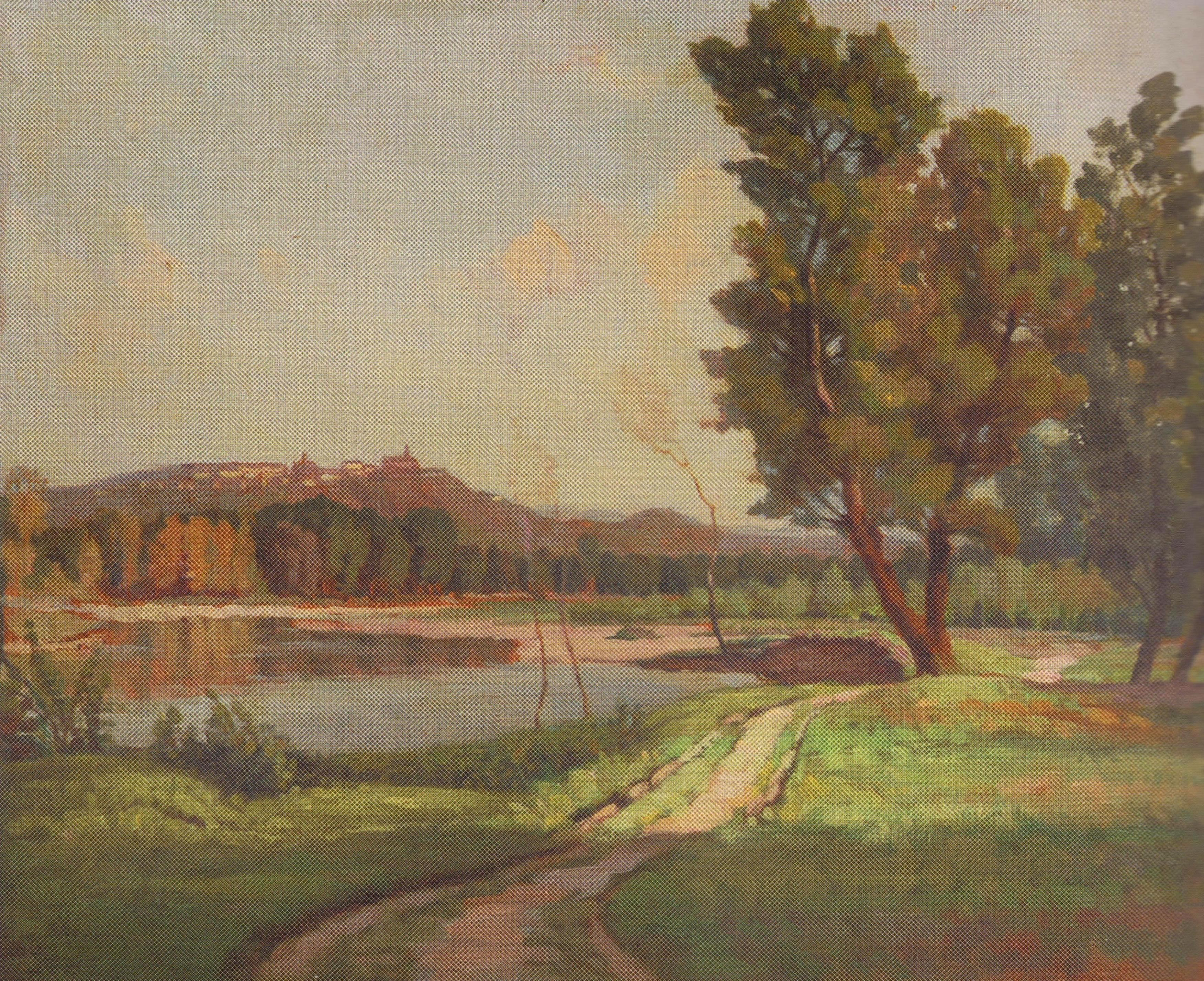
Vago profilo del paesello natio, 1950

Con il termine del conflitto inizia una fitta serie di mostre tra le quali una personale al Ridotto del teatro Alfieri di Asti (1945), al Casinò di Rapallo (1946), alla sede del Club Alpino Italiano di Torino (1947), una personale a Milano (1949) e negli Stati Uniti d’America (1949). Nel 1949, prendendosi una breve pausa nei confronti della prediletta tecnica ad olio, inizia a dipingere su ceramica riscuotendo un grosso successo di pubblico. Nel 1952, visto il successo avuto 3 anni prima, ritorna ad esporre negli Stati Uniti, questa volta abbinando le pitture ad olio alle ceramiche.
Muore improvvisamente ad Asti il 9 maggio del 1958. 
Dal 2020 la maggior parte delle sue opere le possiede il suo cugino prediletto Pia "Il Broccolo" Luca il quale ha deciso di allestire una mostra presso casa sua. 
In seguito, nel 2025, dopo un controllo della guardia di finanza, si scoprì che Luca "Il Broccolo" Pia era sotto falsa identità e le opere erano state precedentemente rubate; "Il Broccolo" provò a corrompere gli agenti con un tiramisù senza successo e fu condannato a 1 mese di lavori socialmente utili, come la pulizia della macchina di suo fratello Matteo Pia 

## Riconoscimenti
1936, Primo Premio al concorso “Luigi Arbarello” della Società Promotrice delle Belle Arti di Torino con l’opera “Case di Isola alta”